# Charlotte Heinimann
Charlotte Heinimann (* 10. Dezember 1956 in Basel) ist eine Schweizer Schauspielerin.

## Leben
Zur Ausbildung als Schauspielerin besuchte Heinimann das Studio für Musik und Theater Basel, dazu lernte sie die Schauspiel-Methodik nach Jerzy Grotowski am Theaterhaus in Berlin. Es folgten Gesangsunterricht in Zürich und Wien. Engagements hatte sie sowohl an Theaterhäusern (u. a. Theater Basel, Schauspielhaus Zürich, Theater am Neumarkt Zürich, Stadttheater Bern) als auch in Film und Fernsehen.
Ihre Theaterarbeit umfasst sowohl klassische Rollen wie Gertrude in „Hamlet“ oder die Mutter in „Brand“, als auch musikalische Abende mit Liedern und Chansons. Daneben arbeitet sie aber auch immer wieder als Moderatorin, etwa beim Europäischen Jugendchorfestival.
Sie lebt in Basel.

## Filmografie
- 1999: Kronos und Partner
- 2000: WerAngstWolf
- 2000–2005: Café Bâle
- 2001: Im Namen der Gerechtigkeit
- 2003: November
- 2005: Hunkeler – Tod einer Ärztin
- 2006: Hunkeler – Das Paar im Kahn
- 2007: Hunkeler macht Sachen
- 2008: Tag und Nacht
- 2009: Hunkeler und der Fall Livius
- 2011: Silberkiesel – Hunkeler tritt ab
- 2012: Hunkeler und die Augen des Ödipus
- 2012: The Hour of Living (Spielfilm)
- 2014: Abseits der Autobahn / Off the Highway (Kurzfilm)
- 2015: Paläontologie (2015)
- 2018: Der Bestatter
- 2019: Bruno Manser – Die Stimme des Regenwaldes